# Campionato mondiale di scherma 1957
Il Campionato mondiale di scherma del 1957 si è svolto a Parigi, in Francia.
Sono stati assegnati 2 titoli femminili e 6 titoli maschili:
- femminile
  - fioretto individuale
  - fioretto a squadre
- maschile
  - fioretto individuale
  - fioretto a squadre
  - sciabola individuale
  - sciabola a squadre
  - spada individuale
  - spada a squadre

## Risultati

### Uomini
| Evento                          | Oro | Argento                                                                                              | Bronzo |
| Spada                           | | | |
| Spada individuale (dettagli)    | Armand Mouyal                                                                                                | Gurgy Baranyi                                                                                        | Franco Bertinetti                                                                                              |
| Spada a squadre (dettagli)      | Italia Giorgio Anglesio Franco Bertinetti Giuseppe Delfino Gianluigi Saccaro Carlo Pavesi Alberto Pellegrino | Ungheria Lajos Balthazár Árpád Bárány Barnabás Berzsenyi Ferenc Czvikovszky Tamás Gábor István Kausz | Regno Unito Ray Harrison Bill Hoskyns Michael Howard Allan Jay John Pelling Ralph Sproul-Bolton                |
| Fioretto                        | | | |
| Fioretto individuale (dettagli) | Mihály Fülöp                                                                                                 | Mark Midler                                                                                          | Allan Jay |
| Fioretto a squadre (dettagli)   | Ungheria Ferenc Czvikovszky Mihály Fülöp József Gyuricza Jenő Kamuti Endre Tilli                             | Francia Claude Bancilhon Bernard Baudoux Roger Closset René Coicaud Christian d'Oriola Claude Netter | Italia Aldo Aureggi Giancarlo Bergamini Luigi Carpaneda Vittorio Lucarelli Alberto Pellegrino Antonio Spallino |
| Sciabola                        | | | |
| Sciabola individuale (dettagli) | Jerzy Pawłowski                                                                                              | Rudolf Kárpáti                                                                                       | Tamás Mendelényi                                                                                               |
| Sciabola a squadre (dettagli)   | Ungheria Aladár Gerevich Zoltán Horváth Rudolf Kárpáti Pál Kovács József Szerencsés Tamás Mendelényi         | Unione Sovietica Jevhen Čerepovs'kyj Lev Kuznecov Leonid Lejtman Jakov Ryl'skij David Tyšler         | Polonia Jerzy Pawłowski Wojciech Zabłocki Zygmunt Pawlas Andrzej Piątkowski Marian Kuszewski Ryszard Zub       |

### Donne
| Evento                          | Oro | Argento                                                                        | Bronzo                                                                                   |
| Fioretto                        | |                                                                                |                                                                                          |
| Fioretto individuale (dettagli) | Aleksandra Zabelina                                                                                       | Heidi Schmid                                                                   | Irene Camber                                                                             |
| Fioretto a squadre (dettagli)   | Italia Cristiana Bortolotti Irene Camber Velleda Cesari Bruna Colombetti Leopolda Predaroli Jenny Zanelli | Germania Ovest Helmi Höhle Ilse Keydel Else Ommerborn Heidi Schmid Helga Stroh | Austria Waltraut Ebert Helga Gnauer Maria Grötzer Luise Gruss Helga Kathlein Ellen Preis |

## Medagliere
| Posizione | Nazione          |   |   |   | Totale |
| --------- | ---------------- | - | - | - | ------ |
| 1         | Ungheria         | 3 | 3 | 1 | 7      |
| 2         | Italia           | 2 | 0 | 3 | 5      |
| 3         | Unione Sovietica | 1 | 2 | 0 | 3      |
| 4         | Francia          | 1 | 1 | 0 | 2      |
| 5         | Polonia          | 1 | 0 | 1 | 2      |
| 6         | Germania Ovest   | 0 | 2 | 0 | 2      |
| 7         | Regno Unito      | 0 | 0 | 2 | 2      |
| 8         | Austria          | 0 | 0 | 1 | 1      |
| Totale    | Totale           | 8 | 8 | 8 | 24     |